# Епифанский уезд
Епифанский уезд — административно-территориальная единица в составе Московской и Тульской губерний Российской империи и РСФСР, существовавшая в 1727—1925 годах. Уездный город — Епифань.

## История
Епифанский уезд известен с допетровских времён. В 1708 году уезд был упразднён, а город Епифань отнесён к Московской губернии (в 1719 году при разделении губерний на провинции отнесён к Тульской провинции). В 1727 году уезд в составе Тульской провинции был восстановлен.
В 1777 году уезд был отнесён к Тульскому наместничеству, которое в 1796 году было преобразовано в Тульскую губернию.
В 1924 году уезд разделён на 5 районов: Бучальско-Молоденский, Епифанский, Карачевский, Орловско-Краснобуйцкий (центр — с. Куликовка), Узловский.
20 июня 1924 года Епифанский уезд был упразднён, его территория отошла к Богородицкому уезду.

## Административное деление
В 1890 году в состав уезда входило 35 волостей
| № п/п | Волость           | Волостное правление    | Число селений | Население |
| ----- | ----------------- | ---------------------- | ------------- | --------- |
| 1     | Архангельская     | с. Гагарино            | 10            | 4001      |
| 2     | Бобриковская      | с. Бобрики Моисеевские | 8             | 4464      |
| 3     | Богдановская      | с. Богданово           | 13            | 4485      |
| 4     | Бутырская         | с. Бутырки             | 4             | 1519      |
| 5     | Бучальская        | с. Бучалки             | 10            | 4613      |
| 6     | Гранковская       | с. Гранки              | 7             | 4211      |
| 7     | Иваньковская      | с. Иваньково           | 11            | 3453      |
| 8     | Ильинская         | с. Ильино              | 7             | 1734      |
| 9     | Каменская         | с. Каменка             | 5             | 4496      |
| 10    | Каркадиновская    | с. Каркадиново         | 8             | 3030      |
| 11    | Клекотковская     | с. Клекотки            | 3             | 3242      |
| 12    | Красно-Буицкая    | с. Красные Буйцы       | 9             | 3227      |
| 13    | Краснопольская    | с. Краснополье         | 9             | 3956      |
| 14    | Куликовская       | с. Куликовка           | 5             | 1622      |
| 15    | Люторская         | с. Люторичи            | 8             | 4657      |
| 16    | Милославская      | с. Милославщино        | 9             | 3383      |
| 17    | Молоденская       | с. Молоденки           | 9             | 4276      |
| 18    | Муравлянская      | с. Муравлянка          | 11            | 3791      |
| 19    | Нагишевская       | с. Нагиши              | 3             | 4259      |
| 20    | Никитская         | с. Никитское           | 6             | 1833      |
| 21    | Никольская        | с. Буйцы               | 9             | 4552      |
| 22    | Ново-Федосовская  | с. Ново-Федосовка      | 21            | 8022      |
| 23    | Орловская         | с. Орловка             | 10            | 2983      |
| 24    | Петрушинская      | с. Петрушино           | 6             | 4365      |
| 25    | Покровская        | с. Покровское          | 8             | 2906      |
| 26    | Рождественская    | с. Монастырщино        | 6             | 4356      |
| 27    | Рыхотская         | с. Красная Рыхотка     | 10            | 3234      |
| 28    | Себинская         | с. Себино              | 6             | 2207      |
| 29    | Смородинская      | с. Смородино           | 7             | 3703      |
| 30    | Соколовская       | с. Соколовка           | 12            | 4669      |
| 31    | Сухановская       | с. Суханово            | 9             | 2684      |
| 32    | Троицкая          | с. Мельгуново          | 9             | 3453      |
| 33    | Троицко-Орловская | с. Троицкая Орловка    | 6             | 3430      |
| 34    | Хитровищенская    | с. Хитровщина          | 6             | 4724      |
| 35    | Хованская         | с. Хованщина           | 5             | 2524      |

В 1913 году в уезде было 24 волости: упразднены Бутырская, Иваньковская, Каркадиновская, Красно-Буицкая, Никитская, Рождественская, Себинская, Сухановская, Троицко-Орловская волости, Покровская волость объединена с Краснопольской, Петрушинская — с Клекотковской.

## Население
По данным переписи 1897 года в уезде проживало 114 670 чел. В том числе русские — 99,9 %. В уездном городе Епифани проживало 4 174 чел.

## Уездные предводители дворянства[5]
| Фамилия, Имя, Отчество                | Чин                              | Года      |
| ------------------------------------- | -------------------------------- | --------- |
| Ильин Андрей Иванович                 | Генерал-майор                    | 1777-1780 |
| Сафонов Николай Ларионович            | Титулярный советник              | 1780-1789 |
| Крюков Семён Борисович                | Коллежский асессор               | 1789-1790 |
| Григорьев Николай Сергеевич           | Надворный советник               | 1790-1798 |
| Молчанов Василий Фёдорович            | Майор                            | 1798-1806 |
| Григорьев Николай Сергеевич           | Надворный советник               | 1806-1811 |
| Бибиков Иван Иванович                 | Гвардии поручик                  | 1811-1817 |
| Бибиков Пётр Иванович                 | Полковник                        | 1817      |
| Писарев Алексей Александрович         | Мичман                           | 1817-1820 |
| Игнатьев Павел Афанасьевич            | Капитан-лейтенант                | 1820-1823 |
| Протопопов Пётр Сергеевич             | Полковник                        | 1823-1825 |
| Албычев Николай Алексеевич            | Штабс-ротмистр                   | 1825-1829 |
| Бибиков Дмитрий Иванович              | Полковник                        | 1829-1832 |
| Писарев Алексей Александрович         | Мичман                           | 1832-1835 |
| Ахлёстышев Александр Фёдорович        | Статский советник                | 1835-1838 |
| Бобринский Василий Алексеевич (граф)  | Гвардии поручик                  | 1838-1840 |
| Игнатьев Александр Афанасьевич        | Поручик                          | 1840-1844 |
| Давыдов Василий Петрович              | Полковник                        | 1844-1852 |
| Раевский Иван Артемьевич              | Коллежский асессор               | 1852-1858 |
| Бибиков Михаил Дмитриевич             | Титулярный советник              | 1858-1861 |
| Базилевич Иван Александрович          | Подполковник                     | 1861-1866 |
| Вяземский Александр Сергеевич (князь) | Генерал-лейтенант                | 1866-1867 |
| Сокольников Гавриил Александрович     | Коллежский регистратор           | 1867-1870 |
| Оболенский Дмитрий Дмитриевич (князь) | Статский советник                | 1870-1880 |
| Глебов Владимир Петрович              | Действительный статский советник | 1880-1885 |
| Писарев Рафаил Алексеевич             | Надворный советник               | 1885-1888 |
| Раевский Дмитрий Иванович             | Кандидат прав                    | 1888-1891 |
| Протопопов Николай Петрович           | Капитан-лейтенант                | 1891-1893 |
| ????                                  |                                  | 1893-1895 |
| Глебов Владимир Петрович              | Действительный статский советник | 1895-1897 |
| Гловацкий Михаил Алексеевич           | Статский советник                | 1897-1906 |
| Слепцов Александр Васильевич          | Статский советник                | 1906-     |

## Известные уроженцы
- Барков, Александр Сергеевич (1873—1953) — географ, педагог
- Сабанин, Михаил Григорьевич (1923—1952) — разведчик в годы Великой Отечественной войны, полный кавалер ордена Славы.
- Никонова, Матрона Дмитриевна (1881-1952) - Матрона Московская, святая Русской православной церкви.